# Нефёдов, Александр Сергеевич
Александр Сергеевич Нефёдов (род. 27 ноября 1955 Москва, РСФСР, СССР) — советский и российский певец, солист ВИА «Самоцветы». Почётный деятель искусств города Москвы (2023).

## Биография
Родился в семье Раисы и Сергея Нефёдовых.
Учился в московской средне-образовательной школе № 35.
В 1971 году поступил учиться в Московский авиационный приборостроительный техникум имени С. Орджоникидзе (МАПТ).
Служил в армии в Германии, в городе Карл-Маркс-Штадте, в военном оркестре части.
В 1979 году Александр поступил в музыкальное училище имени Ипполитова-Иванова.
В 1978 году Александр после службы в армии пришёл работать в ВИА «Поют гитары».
В 1980 году стал солистом ВИА «Самоцветы».
После приостановления деятельности «Самоцветов» в 1992 году занялся сольной карьерой. Он стал лауреатом конкурса «Шлягер-92» и в том же году вошёл в пятёрку лучших вокалистов хит-парада «Музыкальный марафон», составленного по читательскому опросу газеты «Вечерняя Москва». Песни этого периода творчества включены в сольный альбом «Остановившись на миг…» (2007).
С 1995 года снова в «Самоцветах».
В 2022 году принял участие в марафоне «Zа Россию» в поддержку нападения России на Украину. 1 июня 2022 года Латвия запретила Нефёдову въезд в страну из-за поддержки вторжения и оправдывания российской агрессии.

## Награды
- 29 апреля 2009 года Международная академия общественных наук наградила Александра Нефёдова, орденом «Слава Нации» (Серебряная Звезда) № 925.
- 26 января 2023 года Указом № 44-УМ мэра Москвы Сергея Собянина за большой вклад в развитие культуры и многолетнюю творческую деятельность Александру Нефедову было присвоено звание «Почётный деятель искусств города Москвы»[4].

## Личная жизнь
- Жена — Светлана Нефёдова.
- Дети — Нефёдовы: Станислав, Александр, Алексей.